# Wappen von Chorzów
Das Wappen der Stadt Chorzów (deutsch Königshütte O.S.) wurde 1938 eingeführt und löste das 1869 verliehene, erste Wappen der damals Königshütte genannten Stadt ab.

## Wappen

### Wappen von 1869
Das erste Wappen von Königshütte wurde vom königlich-preußischen Heroldsamt entworfen und der Stadt am 18. Oktober 1869 durch den preußischen König Wilhelm I. verliehen.
Das Wappen der Stadt war gespalten, vorne golden und hinten rot. Im vorderen goldenen Feld befand sich ein halber schwarzer Adler (Schlesischer Adler), der den Bezug von Königshütte zu Schlesien darstellte. Im hinteren roten Feld befand sich oben eine goldene Krone und in der Mitte ein goldenes W. Das Monogramm stand für Wilhelm I. Darunter befanden sich die gekreuzten Bergmanns-Werkzeuge Schlägel und Eisen, die die Bedeutung des Bergbaus symbolisierten. Zum Oberwappen gehörten eine Mauerkrone sowie als Schildhalter ein Bergmann mit Schlegel und ein Hüttenmann mit Stab.

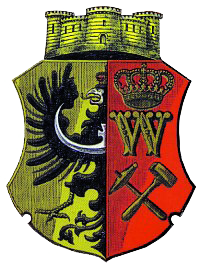
Wappen von Königshütte
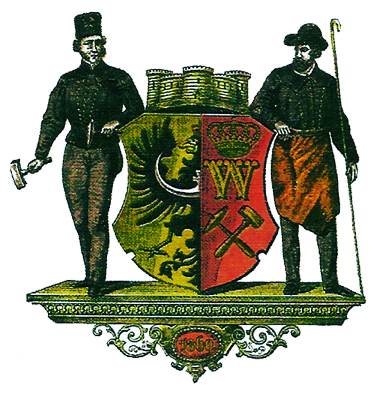
Wappen mit Schildhaltern
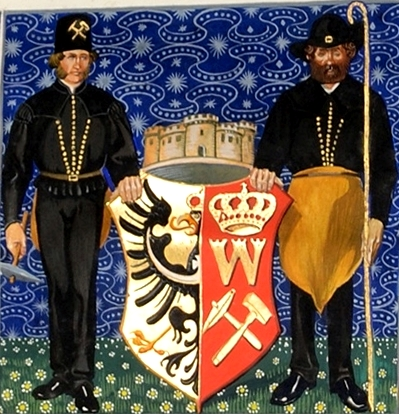
Darstellung von Ignatius Taschner (Aus der Ehrenbürgerurkunde Hermann II. von Hatzfeldt, 10. Juni 1903)
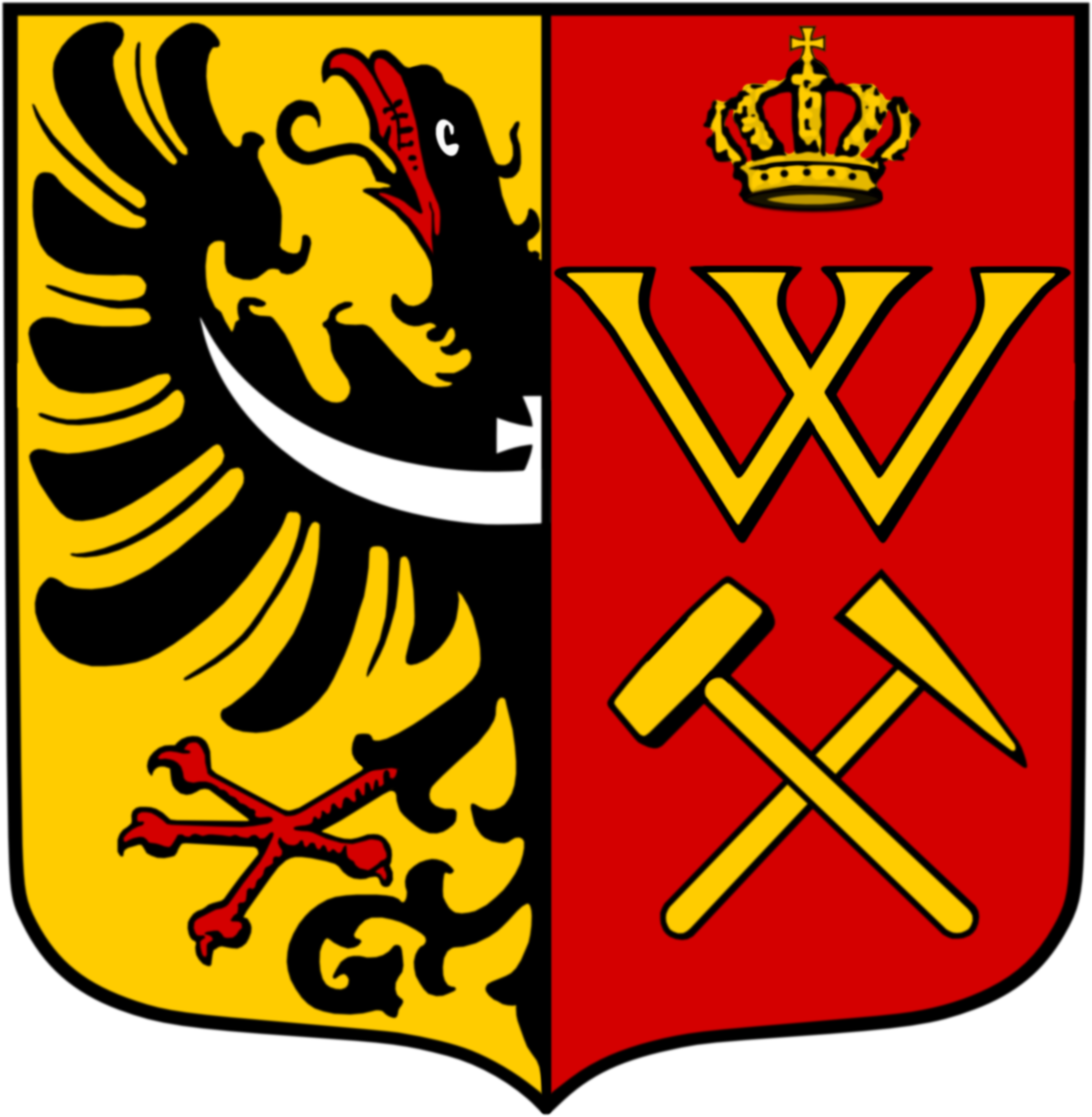
Wappen der Stadt Königshütte
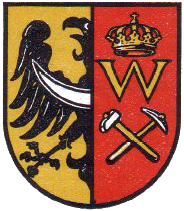
Wappen von Królewska Huta bis 1938

### Aktuelles Wappen
1922 fiel Königshütte mit dem Ostteil Oberschlesiens an Polen und wurde in Królewska Huta umbenannt. Das bisherige Wappen wurde provisorisch in verschiedenen abgewandelten Variationen weiterverwendet. Um die deutsche Vergangenheit der Stadt zu tilgen, nahm die Stadt nach der Eingemeindung des Dorfes Chorzów am 16. Mai 1934 dessen Namen an. Ebenso sollte das Wappen durch ein neues ersetzt werden. Einen dafür durchgeführten Wettbewerb gewann Prof. Dąbrowski mit Studenten der Jagiellonen-Universität in Krakau. Neben dem goldenen Adler der oberschlesischen Piasten wurde dabei das rote Kreuz der Chorherren vom Heiligen Grab verwendet, das aus dem Siegel des Dorfes Chorzów entlehnt wurde. Dieses Wappen wurde der Stadt am 14. März 1938 verliehen und war bis 1939 in Gebrauch, als die deutsche Besatzung das alte Wappen von 1869 wiedereinführte, das wiederum nach 1945 durch das polnische Wappen ersetzt wurde.

## Flagge
Die Flagge der Stadt Chorzów ist eine Bikolore aus den Farben Rot und Blau. Im oberen Feld befindet sich die Farbe Blau und im unteren Feld Rot.

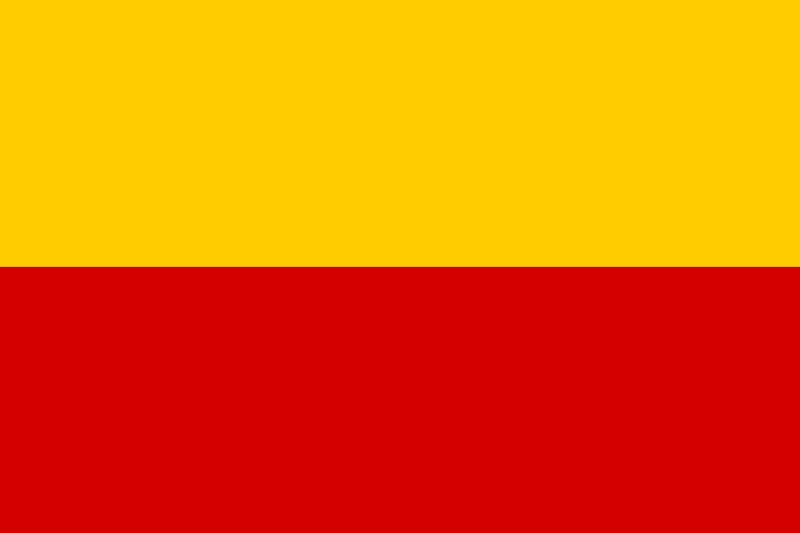
Flagge der Stadt Königshütte
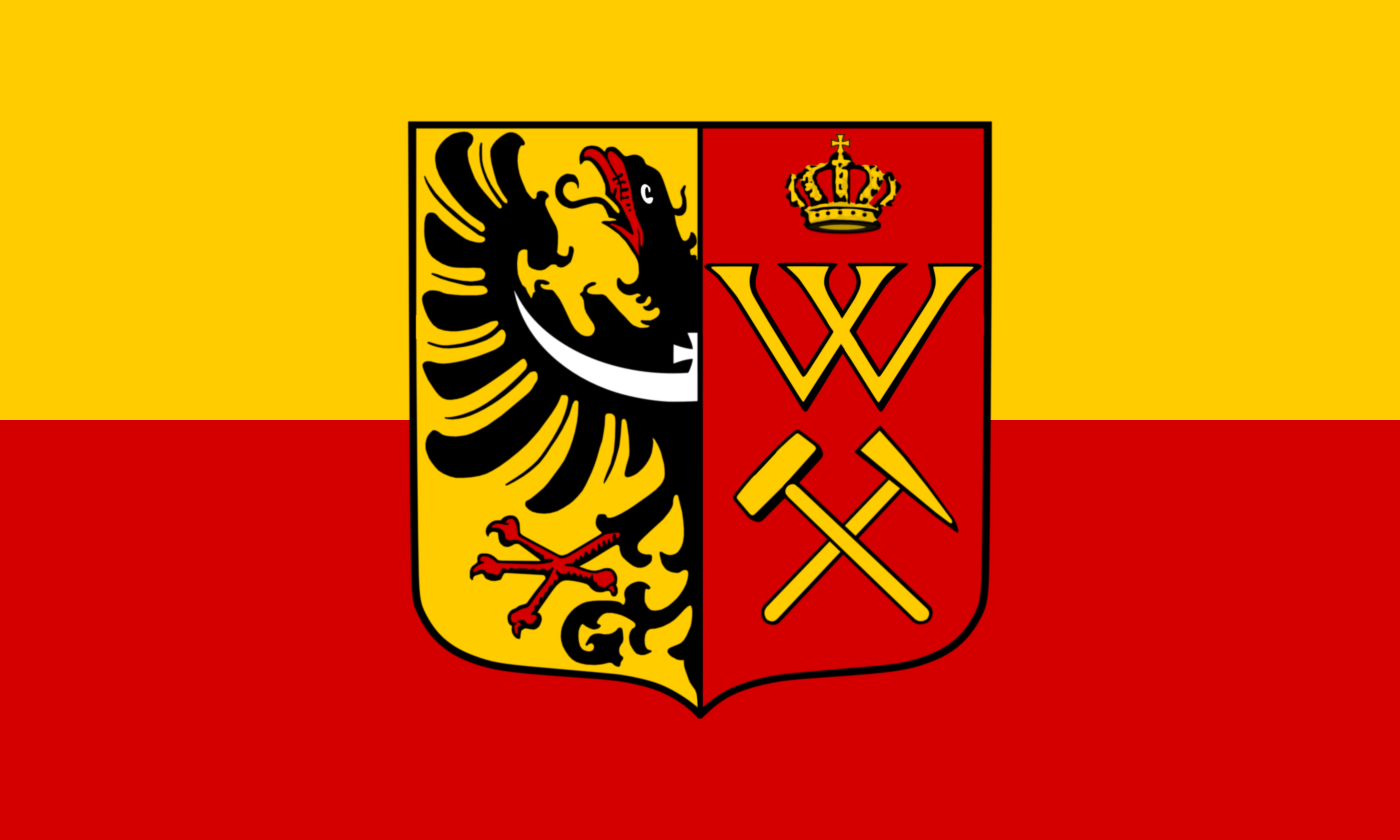
Flagge der Stadt Königshütte mit Wappen
Flagge von Chorzów